# Spyro
Spyro ist der Protagonist der gleichnamigen Reihe von Videospielen. Es handelt sich um Jump-’n’-Run-Spiele mit dem kleinen violetten Drachen Spyro in der Hauptrolle, der stets von der Libelle Sparx begleitet wird.
Während die ersten drei von Insomniac Games entwickelten Titel für die PlayStation von Sony Computer Entertainment veröffentlicht wurden, liegen die Rechte nun bei Vivendi Universal Interactive. Die neueren Titel werden von anderen Unternehmen wie Check Six Studios, Equinox Digital Entertainment, Digital Eclipse Software und Amaze Entertainment entwickelt.
Im April 2018 kündigte der Spieleentwickler Toys for Bob eine Remaster-Version der Originaltrilogie unter dem Titel Spyro Reignited Trilogy an. Diese wurde von Activision am 13. November 2018 für PlayStation 4, Xbox One und am 3. September 2019 für Nintendo Switch und Windows veröffentlicht.

## Spiele
- 1998: Spyro the Dragon (PlayStation)
- 1999: Spyro 2: Ripto's Rage / Gateway to Glimmer (PlayStation)
- 2000: Spyro 3: Year of the Dragon (PlayStation)
- 2001: Spyro: Season of Ice (Game Boy Advance)
- 2002: Spyro: Enter the Dragonfly (PlayStation 2, Nintendo GameCube)
- 2002: Spyro 2: Season of Flame (Game Boy Advance)
- 2003: Spyro: Attack of the Rhynocs / Spyro Adventure (Game Boy Advance)
- 2004: Spyro: A Hero's Tail (PlayStation 2, Xbox, Nintendo Gamecube)
- 2004: Spyro Fusion (Game Boy Advance)
- 2005: Spyro: Shadow Legacy (Nintendo DS)
- 2006: The Legend of Spyro: A New Beginning (PlayStation 2, Xbox, Nintendo Gamecube, Game Boy Advance, Nintendo DS)
- 2007: The Legend of Spyro: The Eternal Night (PlayStation 2, Wii, Game Boy Advance, Nintendo DS)
- 2008: The Legend of Spyro: Dawn of the Dragon (PlayStation 2, PlayStation 3, Xbox 360, Wii, Nintendo DS)
- 2018: Spyro Reignited Trilogy (PlayStation 4, Xbox One, Nintendo Switch (2019), Windows (2019))
- 20xx: Spyro 4 [vorläufiger Titel]

## Verfilmung
Am 26. Oktober 2007 gab The Animation Picture Company bekannt, die Filmrechte für Spyro erworben zu haben. Bei dem Film sollte es sich um einen Animationsfilm handeln. Grundlage für die Handlung wäre die The Legend of Spyro-Trilogie gewesen, für das Drehbuch zeichneten Daniel und Steven Altiere verantwortlich. Die Regie führte Mark A. Z. Dippé, als Sprecher für die englische Fassung wurden unter anderem Elijah Wood (Spyro) und Gary Oldman (Ignitus) verpflichtet.
Im April 2010 wurde jedoch offiziell erklärt, dass der Film nicht erscheint.

## Figuren
- Spyro: Ein lila Drache, der viele Atemelemente beherrscht, unter anderem Feuer, Erde, Elektrizität und Eis. In "Spyro : Enter the Dragonfly" verfügt er zudem über einen Blasen-Atem, um Babylibellen einzufangen. In "The Legend of Spyro: The Eternal Night" ist er in der Lage, die Zeit zu manipulieren. Diese Fähigkeiten haben nur lila Drachen.
- Sparx: Eine goldene, schimmernde Libelle. Spyros Adoptivbruder, ständiger Begleiter und Helfer
- Ignitus: Der Wächter des Feuerelements und Mentor von Spyro.
- Volteer: Der Wächter der Elektrizitätselements. Er redet gerne und viel.
- Terrador: Der Wächter des Erdelements und ein erfahrener, tapferer Kämpfer.
- Cyril:  Wächter des Eiselements. Schlägt mit seiner Arroganz manchmal über die Stränge.
- Jäger: (englisch: Hunter) Er ist ein Gepard, der sehr sprunghaft und fix ist. Zudem trägt er immer Pfeil und Bogen mit sich herum. Er fordert Spyro gerne mal heraus.
- Bianca: Ein Hase, der in „Spyro: Year of the Dragon“ in den Diensten der Zauberin steht. Im Spielverlauf beginnt Bianca jedoch zu realisieren, dass die Zauberin böse ist und verliebt sich zudem in Jäger. Daher stellt sie sich auf Spyros Seite und hilft ihm auch in späteren Teilen mit ihrer Zauberkraft.
- Der Professor: Seinen ersten Auftritt hat er in „Spyro 2: Ripto's Rage“. Er ist ein Maulwurf, der verrückte Maschinen, z. B. Teleporter aus Kristallen baut.
- Cynder: Sie ist ein schwarzer Drache. Im Reboot „The Legend of Spyro: A New Beginning“ ist sie die Bösewichtin. Im Nachfolger des Reboots „The Legend of Spyro: The Eternal Night“ wird sie von Graul gefangen genommen. Im letzten Teil des Reboots „The Legend of Spyro: Dawn of the Dragon“ kann sie neben Spyro ebenfalls gesteuert werden.
- James Byrd: Er ist ein Pinguin mit einem Jetpack auf dem Rücken. Zudem ist er Elitesoldat. In „Spyro: Year Of The Dragon“ konnte er fliegen und wurde von Kolibris großgezogen.
- Blink: Er ist ein mit Laser ausgerüsteter Maulwurf und Neffe des Professors. Er hilft Spyro in „A Hero's Tail“.
- Elora: Sie ist ein Faun und gibt Spyro kleine Tipps und Hilfen während des ganzen Spiels in „Spyro 2: Ripto's Rage“.
- Zoe: Sie ist eine kleine Elfe und dient sozusagen als Checkpoint, d. h., sollte Spyro ein Leben verlieren, kann er immer an dem Ort erneut beginnen, wo er und Zoe sich zum letzten Mal getroffen haben.
- Geldsack: (englisch: Moneybags) Er ist ein sehr gieriger Bär, der Spyro ausnimmt, wo er nur kann.
- Sheila: Sie ist ein von Ziegen aufgezogenes Känguru und hilft Spyro in „Year of the Dragon“.
- Agent 9: Er ist ein Affe mit Laserpistole und ein Gehilfe des Professors. Er hilft Spyro in „Year of the Dragon“.
- Bentley: Er ist ein Yeti und hilft Spyro in „Year of the Dragon“. Er taucht noch einmal in „A Hero's Tail auf“.
- Emeline: (englisch Ember) Sie ist ein rosa Drache, der in „A Hero's Tail“ auftaucht und anscheinend in Spyro verliebt ist.
- Flamme: (englisch Flame) Er ist ein roter Drache, der ebenfalls in „A Hero's Tail“ auftaucht. Er ähnelt Spyro sehr.

## Handlung

### Spyro the Dragon (1998)
Das Spiel findet seinen Anfang, als ein Drache über den Erzfeind Gnasty Gnorc redet, der diesen regelrecht verpönt. Als dieser das Gespräch mitbekommt und sich in einem hohen Maße beleidigt fühlt, verwandelt er alle Drachen in Kristallstatuen, aus denen sie selbst nicht mehr entrinnen können. Nur Spyro wird als einziger Drache nicht in eine Statue verwandelt und muss somit alle anderen Drachen befreien, die überall im Drachenreich verteilt liegen.
Das primäre Ziel des Spiels ist, Gnasty Gnorc und seine Gnorc-Armee zu besiegen und alle 80 Drachen sowie die zwölf gestohlenen Dracheneier zu retten. Werden zusätzlich noch alle 12000 Edelsteine eingesammelt (100 %), so erhält man Zugang zu Gnastys Beute, ein Bonuslevel, wo es noch 2000 (Bonus-)Edelsteine gibt (120 %).
In den meisten Fällen stehen Spyro die sogenannten Gnorcs, über die Gnasty herrscht, als Gegner gegenüber, die sich den Verhältnissen einer jeweiligen Welt anpassen. Während des Spielverlaufes werden diese immer stärker und besitzen vereinzelt einen Schutz vor Spyros Feueratem oder dessen Rammattacke. Außerdem sind die Gegner der jeweiligen Welten immer dem Thema dieser angepasst. So basieren sie bei den Magic Crafters zum Beispiel auf Zauberern. Insgesamt gibt es 6 verschiedene Heimatwelten:
- Artisans
- Peace Keepers
- Magic Crafters
- Beast Makers
- Dream Weavers
- Gnasty's World (+Bonuslevel Gnastys Beute)

### Spyro 2: Gateway to Glimmer (Ripto’s Rage) (1999)
Die Handlung beginnt, als Spyro in der verregneten Drachenwelt umherläuft und sich nach Sonne sehnt. Als er zufällig das Tor zum Drachenufer erblickt, beschließt er, dort ein paar Tage Urlaub zu machen.
Währenddessen planen in Glimmer, einer kleinen Welt des Reiches Avalar, die drei Wesen „Professor“, „Elora“ und „Jäger“, einen Drachen in ihre Welt zu holen, um „Ripto“ Einhalt zu gebieten, der das Land terrorisiert. Kurze Zeit später schlägt der Professor Alarm, endlich einen Drachen gefunden zu haben, wodurch gleich darauf Spyro aus diesem Tor zum Vorschein kommt. Etwas enttäuscht über ihren Fang werden alle von Ripto überrascht, der das Tor zur Drachenwelt zerstört. Nach einem kurzen Prolog erhält Spyro abgesehen von einem Tagebuch nicht viele Informationen für seine Reise, bis alle anderen Wesen verschwinden und Spyro in Glimmer alleine zurückgelassen wird.
Über den Spielverlauf hinweg werden Spyro weitere Informationen offenbart, wodurch der Spieler u. a. die Umstände für das Auftauchen von Ripto erfährt. Des Weiteren wird erklärt, dass die Macht der Talismane und Kugeln aus den verschiedenen Welten nötig sind, um Ripto zu schlagen. Somit ist die primäre Aufgabe des Spiels, die Talismane der einzelnen Welten einzusammeln und sich so viele Kugeln wie möglich bei den einzelnen Aufgaben zu verdienen. Während seiner Reise helfen Spyro der weibliche Faun Elora, die stets eine gute Informationsquelle für Spyro ist, der Professor, der Spyro wieder in die Drachenwelt bringen möchte, Jäger, ein ängstlicher und vergesslicher Gepard, der Spyro gerne herausfordert, sowie Geldsack, der Spyro in jedem passenden Moment die Edelsteine abnimmt, um ihm dafür neue Fähigkeiten oder den Zutritt zu weiteren Welten zu geben. Nachdem Spyro Riptos Partner Schluck und Crush besiegt hat, gewinnt er anschließend auch gegen Ripto und kann dadurch endlich das heiß ersehnte Drachenufer betreten.
Im Gegensatz zum ersten Teil wurden einige Änderungen vorgenommen. So steht im zweiten Teil Spyro nicht alleine seinem Feind gegenüber, sondern erhält durch seine neuen Freunde eine weitreichende Unterstützung. Des Weiteren wurden nun die neuen Fähigkeiten Schwimmen, Tauchen, Klettern und Kopfstoß eingeführt, die der Spieler bei Geldsack erwerben kann. Außerdem erhält der Spieler durch das Besiegen von Gegnern keine Edelsteine mehr, sondern Geisterpartikel, die in den meisten Fällen bestimmte Energiesäulen aufladen und Spyro für kurze Zeit eine Extrafähigkeit erhält, wenn diese Säulen passiert werden. Diese Fähigkeiten sind: Superflug, mit dem Spyro auch außerhalb der Fluglevel fliegen kann; Superfeuer, ein Feuerschuss, der Metall schmelzen kann; Schutzschild, mit dem Spyro ist für eine kurze Zeit unbesiegbar ist und z. B. auf Lava und Säure laufen kann; Supersprint, mit dem Spyro beispielsweise Metalltore einrammen kann; Eisatem, mit dem Gegner kurzzeitig eingefroren und als „Plattform“ benutzt werden können sowie ein Supersprung, der Spyro hoch in die Luft katapultiert.
Auch wurden einige Tastenbelegungen geändert. So macht Spyro nun einen Flatterflug, wenn die Dreieck-Taste nach einem Gleitflug betätigt wird, während im ersten Teil der Flug einfach abgebrochen wurde. Durch das Betätigen aller R- und L-Tasten zeigt zudem die Libelle Sparx an, wo sich die fehlenden Edelsteine in einer Welt befinden.

### Spyro 3: Year of the Dragon (2000)
Während alle Drachen friedlich im Drachenreich schlafen, taucht dort ein vermummtes Mädchen auf, das Dracheneier stehlen möchte. Durch eine Unachtsamkeit weckt sie allerdings einige Drachen auf, kann jedoch im letzten Moment fliehen. Gleich darauf stellt sich heraus, dass sie allerdings nur eine Komplizin einer Zauberin ist, die ihr den Auftrag zum Klauen der Dracheneier gab. Da nur Spyro durch die Löcher im Boden passt, die zur anderen Seite der Welt führen, startet an dieser Stelle ein neues Abenteuer für den kleinen lila Drachen.
Während des Spiels findet man heraus, dass die Zauberin die Eier haben will, um ihre eigene Macht zu stärken. Ihre Gehilfin Bianca, die die Dracheneier gestohlen hatte, steht zu Beginn noch eindeutig auf der Seite der Zauberin und warnt Spyro und Jäger einige Male, aus dieser Welt wieder zu verschwinden. Während des Spielverlaufes wird sie allerdings immer netter, was insbesondere daran liegt, dass Jäger sie vor einem Monster gerettet hat. Jäger hat sich anscheinend schon von Beginn an in Bianca verliebt, was er auch in einigen Szenen andeutet. Bianca selbst ist eigentlich eine nette Person, die selbst von der Zauberin reingelegt wurde, da sie ihr erzählte, sie benötige die Eier nur, um die Magie in der Welt zu lassen. Nach einiger Zeit merkt Bianca, dass die Zauberin wohl doch etwas anderes mit den Dracheneiern vorhat, als sie eigentlich angab. Als sie die Zauberin dann direkt darauf anspricht und diese zugibt, dass sie die Dracheneier nur für die Stärkung ihrer eigenen Macht benötigt, beschließt Bianca, die Zusammenarbeit mit der Zauberin zu beenden und sich künftig Spyro und Jäger anzuschließen. Nachdem sie Jäger aus dessen Zelle befreit hat, versucht sie, sich auch mit Spyro anzufreunden, der anfangs zwar skeptisch ist, später jedoch ihre Hilfe annimmt. Nachdem Spyro die Zauberin besiegt hat, finden Bianca und Jäger zusammen und küssen sich in der Schlussszene vor einem Feuerwerk. Spyro erhält dabei im selben Moment Gesellschaft von Elora, die noch aus dem 2. Teil bekannt ist und anscheinend ebenfalls in Spyro verliebt ist.
Neu im 3. Teil ist, dass der Spieler mit weiteren Charakteren spielen kann, die in den jeweiligen Welten meist ebenfalls einen Auftritt haben. Diese sind die Känguru-Dame Sheila, der Pinguin Sgt. Byrd, der Yeti Bentley und der Affe „Agent 9“. Die Fähigkeiten aus Spyro 2 wurden in diesem Teil übernommen.
Allerdings nicht von Beginn an verfügbar ist die Suche nach Edelsteinen durch Sparx. Während diese Fähigkeit im 2. Teil schon von Beginn an zur Verfügung steht, muss diese im 3. Teil erst freigeschaltet werden.
Synchronsprecher (englisch)
- Spyro: Tom Kenny
- Sheila: Edita Brychta
- Wachtmeister James Byrd: Tom Kenny
- Bently: Neil Ross
- Agent 9: Richard Tatum
- Jäger: Gregg Berger
- Geldsack: Neil Ross
- Zoe: Carolyn Lawrence
- Bianca:Pamela Haiden
- Die Zauberin: Flo Di Re
- Sparx: Andre Sogliuzzo

### Spyro: Enter the Dragonfly (2002)
Teil 4 der Spyro-Reihe, spielt unmittelbar nach Teil 3. Jeder Jungdrachen bekommt eine Libelle, und um dies angemessen zu feiern, stellen die Drachen ein Fest auf die Beine. Doch dieses hat kaum angefangen und schon taucht ein alter Bekannter auf. Es ist Ripto, der zurückgekehrt ist und nun Rache an Spyro und den Drachen nehmen will, doch er kam nicht alleine, denn er hat seine beiden Gefolgsleute Schluck und Crush mitgebracht. Um nun seine Rache zu vollenden, will Ripto den Drachen die Libellen nehmen, da sie ihnen mit ihrer Magie die nötige Stärke geben, doch anstatt sie zu verbannen, sind sie nun in der ganzen Drachenwelt verteilt. Also liegt es nun wieder an Spyro, die Libellen wiederzufinden und Ripto zu besiegen.
Spyro: Enter the Dragonfly lehnt sich direkt an Teil Drei an und ist im Gameplay gleich.

### Spyro: A Hero's Tail (2004)
Hier will der „rote“ Drache die Macht an sich reißen. Deshalb verteilt er überall dunkle Edelsteine, die das Licht und die Farben aus der Welt saugen. Also liegt es wieder an Spyro, die Dunkelkristalle zu zerstören und die Lichtkristalle zu finden.
A Hero's Tail ist anders als die anderen Spyro Teile, da mehr auf die Nebencharaktere geachtet wird und somit mehr Minispiele enthalten sind. Da das Spiel in Europa, anders als der Vorgänger, nicht mehr von Check Six Games und Equinoxe Digital Entertainment, sondern von Eurocom entwickelt wurde, unterscheidet es sich in vielen Punkten von Enter the Dragonfly.

#### Synchronsprecher
| Charakter            | Englische Synchronisation  | Deutsche Synchronisation |
| -------------------- | -------------------------- | ------------------------ |
| Spyro                | Jess Harnell               |                          |
| Sparx                | André Sogliuzzo            |                          |
| Red                  | Jess Harnell               |                          |
| Der Professor        | Michael Gough              |                          |
| Geldsack (Moneybags) | Jess Harnell               |                          |
| Jäger (Hunter)       | Jess Harnell               |                          |
| Sergeant Byrd        | Jess Harnell               |                          |
| Emeline (Ember)      | Tara Strong                | Cathlen Gawlich          |
| Flame                | Tara Strong                |                          |
| Zoe                  | Tara Strong                |                          |
| Cleo                 |                            |                          |
| Tata                 |                            |                          |
| Blink                | Tara Strong                |                          |
| Gnasty Gnorc         | Drew Markham Michael Gough |                          |
| Ineptune             | Susanne Blakeslee          |                          |
| Mamma                |                            |                          |
| Otto                 | Phil Crowley               |                          |
| Mergatroid           | Brad Abrell                |                          |
| Phil                 | Brad Abrell                |                          |
| Holunder Tomas       | Jess Harnell               |                          |
| Holunder Titan       | Jess Harnell               |                          |
| Holunder Magnus      | Jess Harnell               |                          |
| Holunder Astor       | Jess Harnell               |                          |

### The Legend of Spyro: A New Beginning (2006)
Dieser Teil entwarf ein neues Spyro-Universum, in dem auch die folgenden Teile spielen. Einige Charaktere blieben erhalten, dürfen aber nicht mit den entsprechenden der älteren Spiele gleichgesetzt werden. Das Spiel erzählt die Vorgeschichte von Spyro. Er lebt hier zusammen mit Sparx bei einer Libellenfamilie. Doch als er merkt, dass er keine Libelle ist, macht er sich auf, seine wahre Herkunft zu erkunden. Er begegnet dabei Ignitus, der ihm erklärt, dass er ein besonderer Drache ist, der nur alle zehn Generationen geboren wird. Ignitus gibt ihm den Auftrag, die Drachen der vier Elemente des Feuers, des Eises, der Erde und der Elektrizität zu befreien, die im Augenblick gefangen sind. Bei diesen lernt er, die Macht über diese Elemente zu kontrollieren und zu beherrschen. Im Laufe seines Abenteuers wird er immer wieder von einer riesigen und bösen Drachin namens Cynder attackiert, die er am Ende versucht zu retten und sie wieder zu ihrer guten Seite führt.
Wie bereits der Vorgänger A Hero's Tail beherrscht Spyro mehrere Attacken, welche er im Laufe der Einführung erlernt. Dazu zählen: Feuer, Erde, Eis und Elektrizität. Diese können zudem im Laufe des Spiels ausgebaut werden, womit sich die Reichweite und der Schaden dieser erhöht. Das Kampfsystem hat sich grundlegend geändert. So gibt es nun Kombo-Attacken.
Das Spiel beginnt in einem Tempel, in dem ein riesiger roter Drache namens Ignitus über ein Ei wacht; es ist das „Jahr des Drachen“ (nicht zu verwechseln mit dem dritten Spyro-Spiel), eine Zeit, in der alle zwölf Jahre neue Dracheneier in das Reich gebracht werden. Eine Prophezeiung der Drachen besagt, dass alle zehn Generationen ein seltener violetter Drache geboren wird, der die Geschicke dieser Ära lenken wird; Ignitus hütet ein solches Ei.
Die Drachen befinden sich jedoch im Krieg mit einem Feind, dem «Dunklen Meister», der ebenfalls von der Prophezeiung weiß und den Tempel belagert, um die Eierbrut zu vernichten. Ignitus entkommt mit dem Ei des Purpurdrachen und lässt es flussabwärts in einem Sumpf treiben, in der Hoffnung auf das Beste. Als Spyro eines Tages von seltsamen Feinden angegriffen wird und entdeckt, dass er Feuer spucken kann, erfährt er, dass er selbst keine Libelle ist, sondern ein Fremder aus einem fernen Land. Spyro beschließt, den Sumpf zu verlassen und seine wahre Heimat zu suchen.
Feindliche Truppen verfolgen Spyro, treffen aber schließlich auf den verzweifelten Ignitus, der sich zwar freut, dass Spyro am Leben ist, aber befürchtet, dass der Krieg bereits verloren ist, da der Drachentempel vom Feind besetzt ist, der von einer schwarzen Drachendame namens Cynder angeführt wird. Spyro überredet Ignitus, ihn zum Tempel zu führen, und es gelingt ihm, Cynders Truppen zu vertreiben. Danach erzählt Ignitus Spyro mehr über ihren Krieg gegen die dunklen Armeen, bietet Spyro eine Ausbildung in der Kunst des Feuerelements an und schickt Spyro dann los, um drei andere Drachen vor Cynders Truppen zu retten. Einer nach dem anderen kämpft Spyro gegen Cynders Armeen und rettet die drei anderen Drachen Volteer, Cyril und Terrador.
Ignitus' Kraft ist der letzte Schlüssel zur Entsiegelung des Dunklen Meisters, und so wird Spyro zu einem letzten, direkten Angriff auf Cynders Festung geschickt. Spyro versucht, Cynder zu bekämpfen, aber Cynder gelingt es, Ignitus' Feuerkraft in einen Kristall zu saugen und in das versiegelte Reich des Dunklen Meisters zu entkommen. Während des Kampfes bemerkt Spyro etwas Vertrautes in Cynders Augen. Ignitus erzählt Spyro dann den Rest der Geschichte, was in der Nacht des Angriffs auf den Tempel geschah.
Ignitus befürchtet, dass es zu spät ist, sie aufzuhalten. Dennoch verfolgt Spyro Cynder und erzwingt ein Kräftemessen, bei dem er schließlich seine ganze Kraft in einem letzten Angriff einsetzt, um sie zu besiegen, sie vom Einfluss des Dunklen Meisters zu befreien und ihr ihre eigentliche Gestalt zurückzugeben, einen jungen weiblichen Drachen, der genauso groß und alt ist wie Spyro. Spyro schafft es gerade noch, Cynder zu packen und sicher zu entkommen.

Obwohl siegreich, kostete die Schlacht Spyro viel von seiner Kraft und seinen Fähigkeiten, und sowohl Spyro als auch Cynder vermuten, dass der Dunkle Meister noch irgendwo am Leben ist; der Krieg ist noch lange nicht vorbei. Die Geschichte wird in The Legend of Spyro: The Eternal Night fortgesetzt.

### The Legend of Spyro: The Eternal Night (2007)
In diesem Teil wird Spyro den großen Affenkönig Graul besiegen. Er muss seine Bestimmung über die Elemente (Feuer, Erde, Eis, Blitz) treffen, den Historiker finden usw. Nach großen Arenakämpfen mit Scapp muss er zu den Himmelshöhlen. Aber der lila Drache hat immer noch was auf dem Kasten.
Spielerisch ist das Spiel fast identisch mit seinem Vorgänger A New Beginning. So beherrscht Spyro wieder mehrere Elemente, das Kampfsystem wurde leicht überarbeitet, und es treten dieselben Hauptcharaktere auf.
Die Geschichte geht weiter: Spyro folgt Cynder durch den Sumpf, der den Drachentempel umgibt. Spyro holt sie ein und bittet sie, nicht zu gehen. Cynder sagt, es tue ihr leid, was sie im vorigen Spiel getan habe, und sie wolle herausfinden, wo sie in der Welt hingehöre, da sie derzeit glaube, dass sie nicht in den Tempel gehöre. Sie rennt weg.
Spyro holt sie ein und bittet sie, nicht zu gehen. Sie rennt weg und lässt Sparx und Spyro allein zurück. Nachdem Spyro den Angriff abgewehrt hat, schickt Ignitus, der Anführer der Drachen und Meister des Feuers, Spyro auf die Suche nach einem Baum, den Spyro in einer Vision gesehen hat. Als er den Baum findet, verwandelt er sich plötzlich in ein Baummonster namens Arborick und greift Spyro an.
Doch obwohl Arborick getötet wurde, wird Spyro von Piraten gefangen genommen und an Bord ihres Schiffes gebracht, um an einem Gladiatorenkampf teilzunehmen.
Nachdem Spyro einen dritten Gegner in der Arena besiegt hat, muss er gegen Cynder kämpfen, den die Piraten ebenfalls gefangen genommen haben. Nachdem Spyro vom Schiff entkommen ist und den Piratenkapitän Skabb besiegt hat, entdeckt er, dass die Affen einen Stützpunkt auf dem Berg von Malefor errichtet haben, der auch als Brunnen der Seelen bekannt ist, und dass sie versuchen, den Dunklen Meister mit Hilfe einer Mondausrichtung namens Nacht der ewigen Finsternis wiederzubeleben. Spyro findet schließlich den Chronisten, der ihm von dem Dunklen Meister erzählt. Der Chronist möchte, dass Spyro sich bis zu einem späteren Zeitpunkt vor dem Dunklen Meister versteckt, aber Spyro besteht darauf, Cynder zu helfen.
Als er den Berg erreicht, befiehlt Gaul, der Affenkönig, Cynder, Spyro anzugreifen. Cynder erwacht und stößt Spyro aus dem Strahl, wodurch er von der Kraft des Strahls befreit wird. Als die Ausrichtung vorbei ist, beginnt der Berg um Spyro, Sparx und Cynder herum zu bröckeln. Spyro erinnert sich an die Worte des Chronisten, den Sturm zu überstehen, und nutzt seine Kräfte, um sich, Cynder und Sparx in Kristall zu hüllen, um sie zu schützen, während der Brunnen der Seelen zusammenbricht.

Die Geschichte schließt mit dem letzten Spiel, Dawn of the Dragon, ab.

### The Legend of Spyro: Dawn of the Dragon (2008)
In diesem Teil erwachen Spyro, Cynder und Sparx aus einem dreijährigen Frostschlaf.
Durch ein magisches (Hals)band, welches vom Dunkelmeister (Malefor) erschaffen wurde, verbunden, müssen die beiden den Dunkelmeister besiegen. Dabei stellt sich heraus, dass Malefor der erste lila Drache ist.
Spyro und Cynder werden direkt nach ihrem Erwachen von unbekannten Feinden verschleppt. Das Spiel fährt anschließend mit einer Art Gladiatorenkampf fort, bei dem Spyro und Cynder gegen einen beschworenen Golem kämpfen müssen und kurz darauf das Halsband teilweise zerstören. Mit Hilfe von Sparx und Jäger gelingt ihnen die Flucht durch die Katakomben. Dabei werden sie erneut von dem riesenhaften Golem angegriffen, zerstören aber dessen Hand.
Spyro und Cynder müssen sich nun bis zur Drachenstadt durchkämpfen, in der sie auf Ignitus und die anderen Drachen treffen. Nachdem die von den dunklen Truppen belagerte Stadt verteidigt wurde, bereiten die Drachen einen Feldzug gegen die Armeen des Dunkelmeisters vor. In der Drachenstadt greift der Golem erneut Spyro und Cynder an, diesmal mit einer aus Trümmerteilen erstellten neuen Hand. Am Ende des Kampfes zerstören sie die beiden dunklen Kristalle am Kopf des Golems und vernichten ihn so. Im weiteren Verlauf beschließt Spyro, sich Malefor zu stellen und ihn endgültig zu besiegen. Cynder folgt ihm, um ihm weiterhin zu helfen. Ignitus und Terrador bringen die beiden zu einem Damm nahe der Grenze zum Verbrannten Land, dem Reich Malefors. Bei dem Damm begegnen sie dem Zerstörer, einer gigantischen, monströsen Kreatur, die von Malefor erschaffen wurde, um die Welt zu zerstören. Durch den von Spyro und Cynder herbeigeführten Bruch des Dammes kann der Zerstörer lange genug in den Wassermassen festgehalten und fast besiegt werden. Nach kurzer Zeit hat sich der Zerstörer jedoch wieder erholt und kann, trotz seines zerstörten Herzens, seinen Weg fortsetzen.
Ignitus bringt Spyro und Cynder durch den Ring des Feuers, wobei er sein Leben opfert, um sie in das Verbrannte Land zu bringen. Spyro, durch Ignitus' Tod zutiefst traurig und erschüttert, verwandelt sich in seine Dunkle Form und kann gerade noch von Cynder zurückgehalten werden, nach Ignitus zu suchen. Nachdem sie sich durch das Verbrannte Land gekämpft haben, gelangen sie zu den Fliegenden Inseln, der letzten feindlichen Stätte vor Malefors Palast. Von dort aus fliegen sie mit einem Luftstrudel zu dem Palast.
Dort angekommen, offenbart Malefor Spyro, dass es das Schicksal aller lila Drachen sei, den Weltuntergang herbeizuführen. Da Spyro ihm nicht glaubt, gibt er Cynder all ihre Erinnerungen zurück und so auch ihre böse Form. Spyro gelingt es, Cynder zurückzuverwandeln, worauf Malefor beide angreift.
Nach einem harten Kampf gelangen Spyro, Cynder und Malefor zum Herz der Welt, einem riesigen Kristall, in dem sich die Seelen aller verstorbenen Drachen befinden. Spyro schleudert Malefor auf den Kristall und die Seelen der gestorbenen Drachen vernichten ihn. Der Zerstörer konnte seinen Auftrag jedoch vollenden und somit ist die Welt im Begriff, unterzugehen. Ignitus' Seele erklärt Spyro sein Schicksal. Dieser befiehlt Cynder zu fliehen und sich in Sicherheit zu bringen. Cynder bleibt aber bei Spyro, und kurz bevor er eine gigantische magische Welle auslöst, flüstert sie noch „Ich liebe dich“.
Im Abspann erklärt der Historiker Ignitus zu seinem Nachfolger und informiert ihn, kurz bevor er seinen Mantel übergibt, dass er Spyro nicht in dem Buch finden konnte, in dem alle gestorbenen Drachen eingetragen sind. Auch Ignitus, nun als neuer Historiker, weiß nicht, wo sich Spyro und Cynder jetzt befinden. Am Ende sieht man sie aber beide über ein sehr schönes Land fliegen.

#### Stimmen für die SerieThe Legend of Spyro
| Charakter                    | Englische Synchronisation                                    | Deutsche Synchronisation |
| ---------------------------- | ------------------------------------------------------------ | ------------------------ |
| Spyro                        | Elijah Wood                                                  | Timmo Niesner            |
| Sparx                        | David Spade (2006) Billy West (2007) Wayne Brady (2008)      | Dirk Meyer               |
| Ignitus                      | Gary Oldman                                                  | Thomas Petruo            |
| Cynder                       | Cree Summer (2006) Mae Whitman (2007) Christina Ricci (2008) | Ann Vielhaben            |
| Flash                        | Jeff Bennett                                                 | Oliver Feld              |
| Nina                         | Vanessa Marshall                                             | Arianne Borbach          |
| Volteer                      | Corey Burton                                                 | Jan Spitzer              |
| Cyril                        | Jeff Bennett                                                 | Oliver Feld              |
| Terrador                     | Kevin Michael Richardson                                     | Stefan Müller-Ruppert    |
| Kane                         | Phil LaMarr                                                  | Tobias Kluckert          |
| Mole-Yair                    | Jeff Bennett                                                 | Oliver Feld              |
| Exhumor                      | Corey Burton                                                 |                          |
| Der Dirigent (The Conductor) | Kevin Michael Richardson                                     |                          |
| Graul (Gaul)                 | Kevin Michael Richardson                                     |                          |
| Historiker (Chronicler)      | Martin Jarvis                                                | Jürgen Kluckert          |
| Skabb                        |                                                              |                          |
| Scratch                      | Jeff Bennett                                                 | Oliver Feld              |
| Sniff                        | Kevin Michael Richardson                                     |                          |
| Jäger (Hunter)               | Blair Underwood                                              | Charles Rettinghaus      |
| Meadow                       | Fred Tatasciore                                              |                          |
| Hermit                       | Kevin Michael Richardson                                     |                          |
| Chef Prowlus                 | Kevin Michael Richardson                                     |                          |
| Malefor                      | Mark Hamill                                                  | Bodo Wolf                |

Die deutsche Umsetzung der Serie erfolgt durch Das Team/localTRANS.

### Spyro Reignited Trilogy (2018)
Im April 2018 veröffentlichte PlayStation Europe auf ihrem YouTube-Kanal einen Trailer zur Spyro Reignited Trilogy. Dieses Spiel umfasst die originale Trilogie der Spyro-Spiele von der PlayStation 1, welche grafisch komplett modernisiert wurde. Toys for Bob, die auch für die Crash Bandicoot N. Sane Trilogy verantwortlich waren, haben das Spiel unter dem Publisher Activision entwickelt. Stewart Copeland (Ehemaliger Drummer der Britischen Band „The Police“) komponierte wie in den originalen Teilen auch hier die Musik.
Das Spiel erschien am 13. November 2018 für die PlayStation 4 und die Xbox One. Am 3. September 2019 erschien es für den PC und die Nintendo Switch.

### Skylanders
Skylanders ist eine Videospiel-Serie von Activision, die seit 2011 produziert wird. Für Skylanders kann man sich Figuren kaufen, die man dann auf das „Portal of Power“ stellt und dann im Spiel verwenden kann. Diese Spielweise inspirierte auch zu den Spieleserien Disney Infinity, Nintendos amiibo und Lego Dimensions. Für den ersten Teil Skylanders: Spyros Adventure waren auch Spyro, Cynder und u. a. auch Dark Spyro, welchen man in der „The Legend of“-Serie kennenlernen durfte, als Figuren erhältlich.